# Villa Celiera
Villa Celiera è un comune italiano di 535 abitanti della provincia di Pescara in Abruzzo.

## Geografia fisica

### Territorio

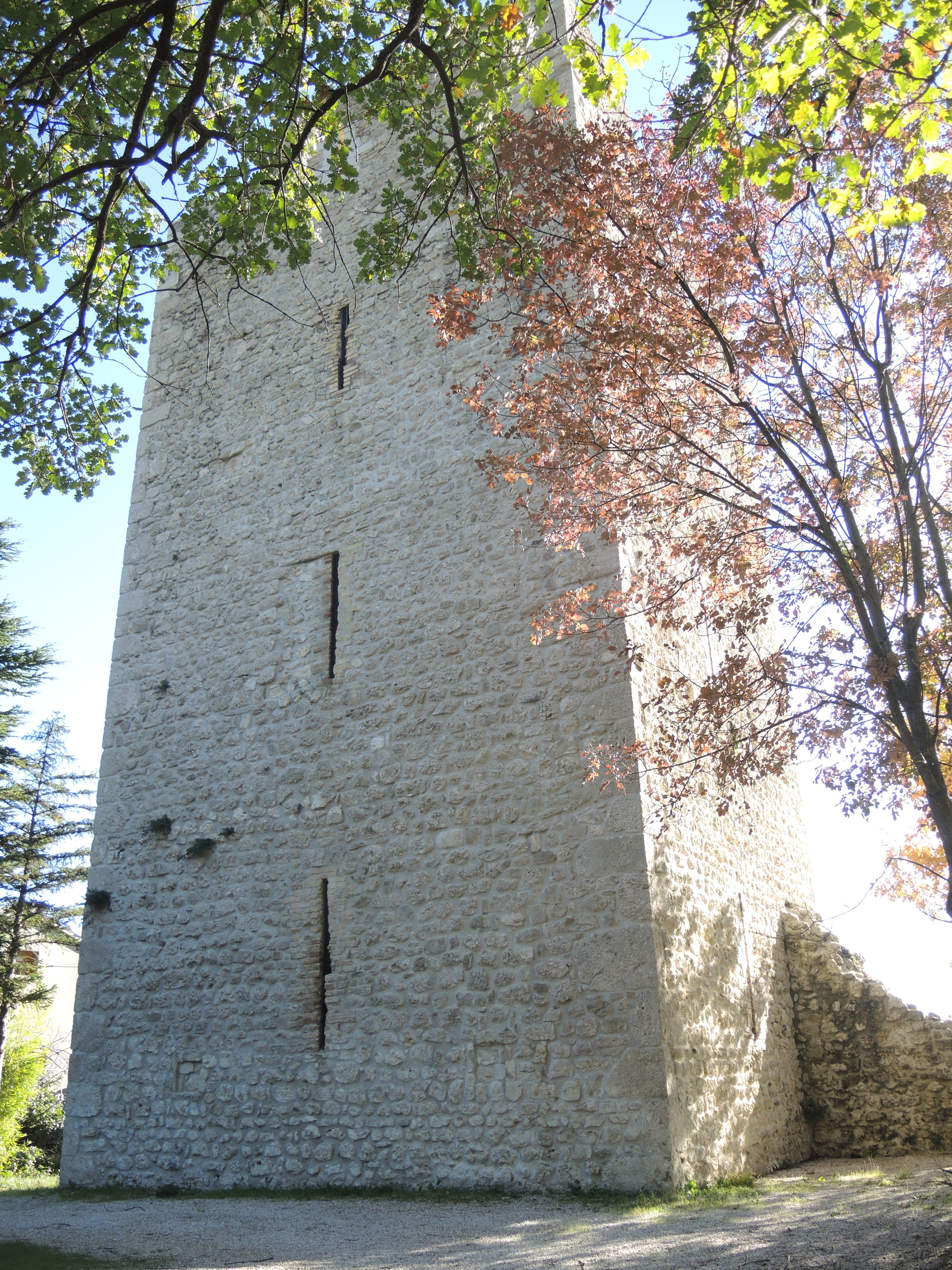
Veduta del torrione dell'Abbazia di Santa Maria di Casanova

Centro agricolo dell'Appennino abruzzese, facente parte del Parco Nazionale del Gran Sasso e Monti della Laga. Si trova sul versante orientale del Gran Sasso, nell'area Vestina. Sorge su una rupe calcarea di forma allungata che, tra ampi querceti, domina l'alta valle del torrente Schiavone. A parte una piccola porzione di Faggete, il territorio è caratterizzato da orno ostrieti e da querceti che lasciano spazio a oliveti e a prati pascolo.
Tra gli animali sono presenti poiane, falchi pellegrini, caprioli, il lupo appenninico e il gatto selvatico; l'orso bruno marsicano può essere avvistato con esemplari di passaggio.

## Storia

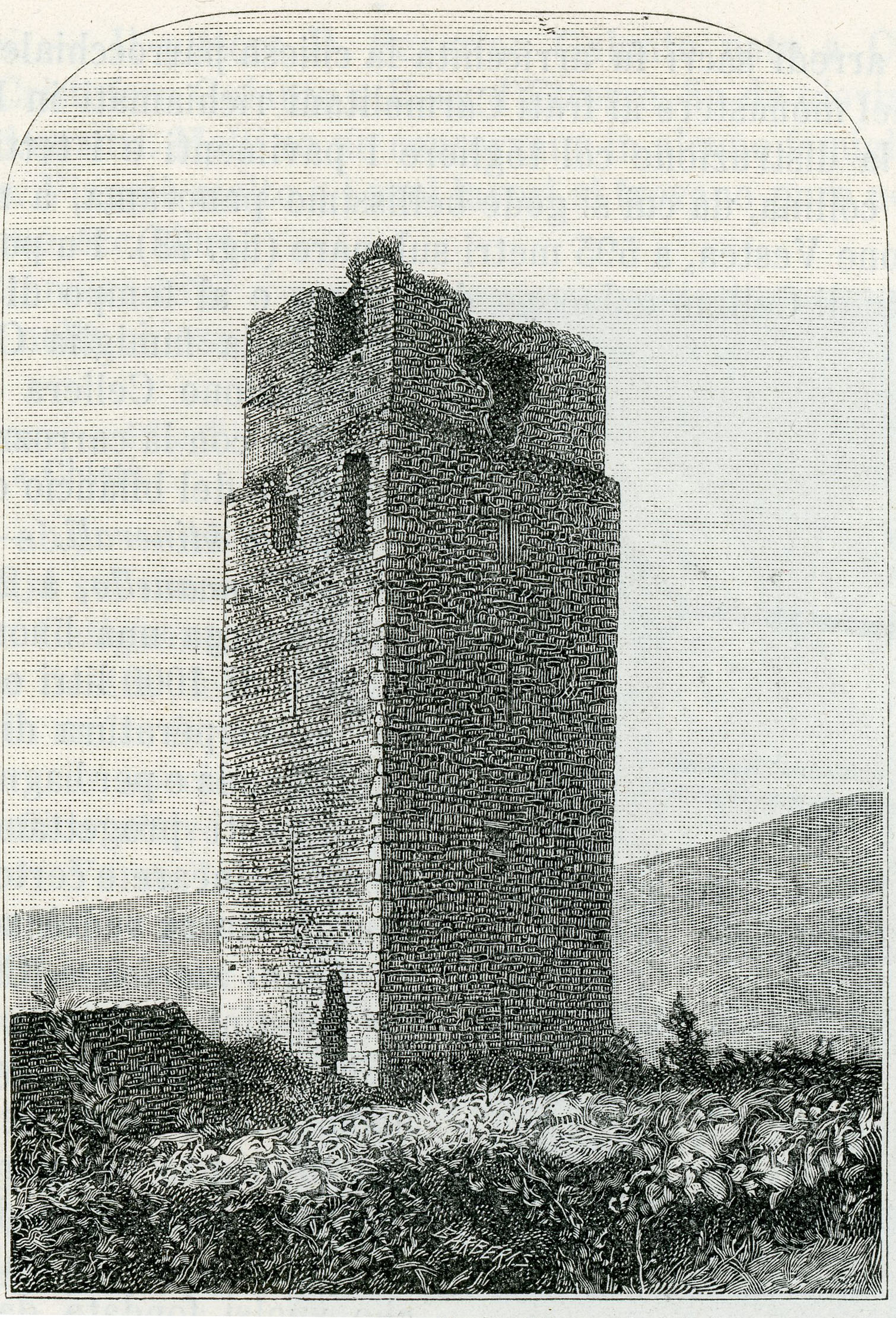
La torre del monastero di Casanova in un disegno ottocentesco di Edward Lear

Si sviluppò come castrum longobardo nel VI secolo, popolato dalle persone scappate all'invasione bizantina di Bertona. Con la dominazione franca del IX secolo, il feudo divenne una "fara", dipendente dalla diocesi di Penne. Nel 1191 la contessa Margherita di Loreto Aprutino, concesse ai monaci Benedettini la fondazione del primo cenobio di Casanova, che poi divenne sede dei Cistercensi, ossia il primo sito di questo ordine in Abruzzo (dopo Santa Maria d'Arabona, Santa Maria della Vittoria, San Salvo del Trigno e Santo Spirito d'Ocre), ossia l'abbazia di Santa Maria di Casanova, posta sotto la dorsale collinare del paese di Villa Celiera. La fondazione fu dovuta all'evento propiziatorio della partecipazione del figlio di Margherita Berardo III di Laureto, nonché al voto fatto dopo la morte del marito Berardo I, fratello di Ottone XV vescovo di Penne.
Il monastero di Casanova fu assai potente nel territorio della Nora, di Penne, avendo feudi anche presso Lucera e le isole Tremiti. Nel circondario aveva i castelli di Pianella, Civitella Casanova, Brittoli, Carpineto della Nora, Cordano. In quest'epoca si formò il toponimo dell'abitato, "villa" sta a significare villaggio, mentre "Celiera" proverrebbe da celliera in riferimento alle celle dei monaci nell'abbazia, tanto che in dialetto il paese è ancora nominato Li Cilìre. Con l'avvento nel Regno di Napoli di Carlo I d'Angiò nel 1268, avendo fondato nel 1273 il cenobio di Santa Maria della Vittoria a Scurcola Marsicana, presso l'area della battaglia contro Corradino di Svevia, il sovrano francese fece installare i Cistercensi a Casanova, sotto la giurisdizione dei vescovi di Penne Gualtiero (1200) e Giacomo (1251).
In quest'epoca il monastero visse il suo apogeo, salvo poi perdere sempre di più prestigio, sino alla soppressione nel 1807, in quest'anno i cittadini di Civitella Casanova, paese a fianco a Villa, presero l'organo ligneo, la statua della Madonna, per la loro chiesa parrocchiale, dato che l'abbazia versava in rovina. In questi anni il convento di Casanova fu affidato ai Padri Carmelitani, anche se nel periodo delle leggi piemontesi del 1866, il convento subiva nuove spoliazioni sino a scomparire quasi del tutto, eccettuata la grande torre difensiva e campanaria, ancora oggi ben conservata.
Con l'indipendenza in un certo senso dei paesani di Villa Celiera dall'abbazia di Casanova, il centro iniziò a svilupparsi, e divenne sede municipale nel 1913 dopo che aveva fatto parte del Comune di Civitella Casanova, incluso nel distretto amministrativo di Penne, sino al 1927, quando fece parte della provincia di Pescara appena nata.

### Simboli
Lo stemma e il gonfalone del Comune di Villa Celiera sono stati concessi con decreto del presidente della Repubblica del 16 febbraio 1955.
Il gonfalone è un drappo troncato di azzurro e di giallo.

## Monumenti e luoghi d'interesse

### Abbazia di Santa Maria di Casanova
La storica abbazia del 1191 si trova in contrada Casanova, ai piedi del borgo medievale. Fu costruita nel X secolo, prima delle grandi cinque abbazie abruzzesi. Era costituita da una torre vedetta con convento, e più a valle il monastero vero e proprio, circondato da mura. La chiesa crebbe al massimo splendore nel XIII secolo, fino alla decadenza nel XVIII secolo. All'epoca il convento era già danneggiato, ed è raffigurato in vignette da Edward Lear nel XIX secolo nel suo Viaggio in Abruzzo. Fino al 2009 l'abbazia era abbandonata, perché il monastero gravemente danneggiato dal tempo, con solo alcune arcate e mura perimetrali, e la torre semi diroccata.
Con la riscoperta dei monumenti del territorio, in seguito al terremoto aquilano, l'abbazia è stata restaurata nel 2011-13, soprattutto la porzione meglio conservata intorno alla torre. La torre è a pianta quadrata ed è accessibile. Il complesso è visibile su prenotazione, sopravvivono le mura e le arcate romaniche.
Chiesa madre di San Giovanni Battista
è la chiesa parrocchiale del paese, sorge nella parte alta, dove si trovava l'antica torre di avvistamento. La chiesa attuale è frutto di un corposo rifacimento del 1933, dopo il terremoto di Avezzano del 1915 che la danneggiò gravemente, e presenta uno stile eclettico e medievaleggiante, con impianto rettangolare a capanna, facciata decorata da archetti pensili, oculo centrale, e portale in asse, strombato, in pietra concia e ad arco a sesto acuto, ce riecheggia le architetture medievali. Sul fianco sorge il campanile a torre. L'interno della chiesa ha soffitto voltato a crociera, con i pilastri polilobati che scandiscono le nicchie laterali del vano a navata unica. Il presbiterio è a terminazione curvilinea, è introdotto da un arco trionfale leggermente ribassato che poggia su colonne binate, e delimitato da una balaustra in marmo.
Un altro edificio religioso rilevante è la chiesa della Regina coeli. 

## Società

### Evoluzione demografica
Abitanti censiti

## Economia
Principali risorse economiche sono l'agricoltura (patate, legumi e cereali) e l'allevamento di bovini e ovini.

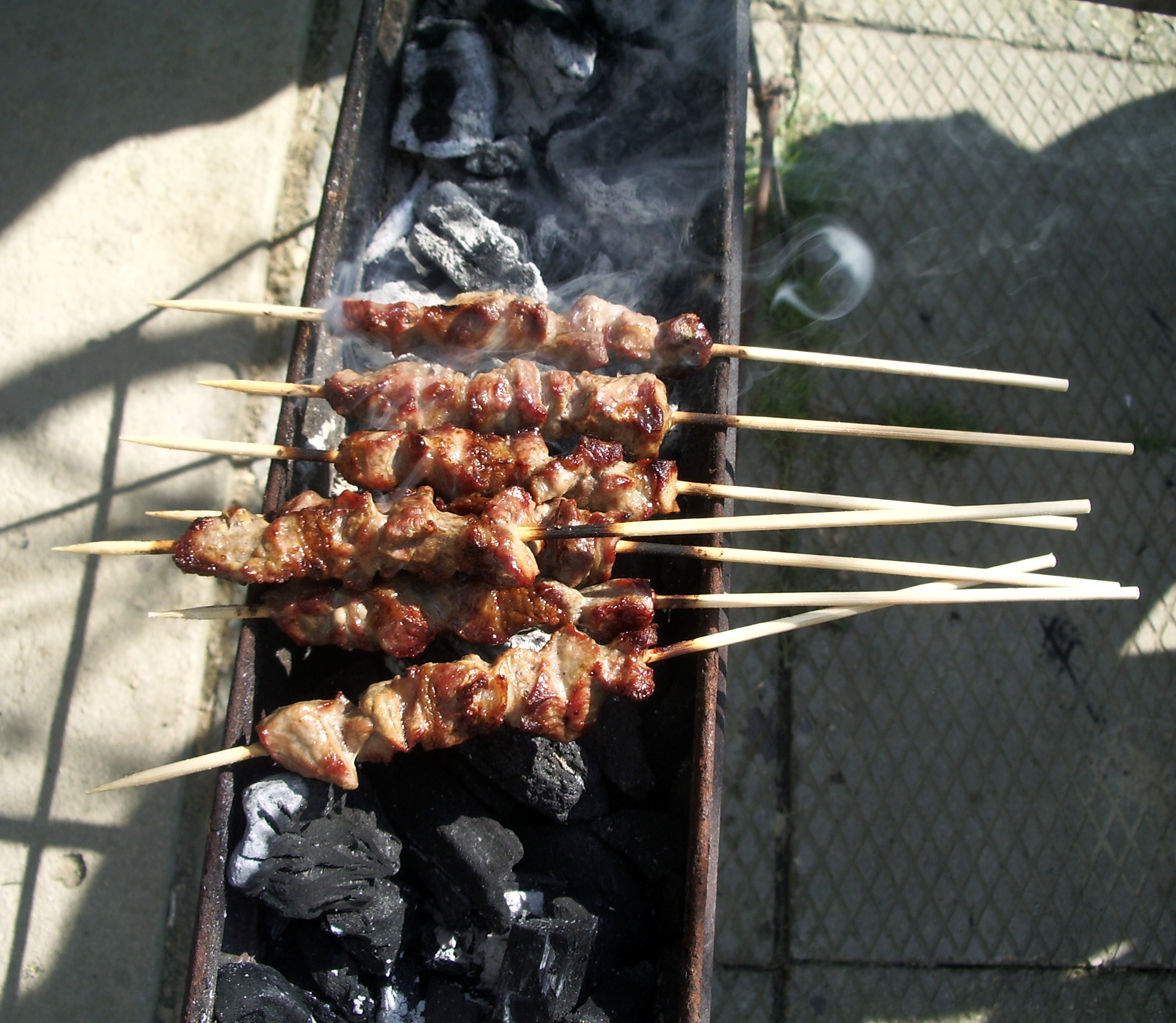
Arrosticini di pecora in cottura

Il paese è dagli ultimi anni divenuto famoso per la riscoperta, da parte nazionale e internazionale, del prodotto tipico degli arrosticini. Tradizioni orali e locali testimoniano che l'arrosticino avrebbe le sue origini proprio nell'area vestina compresa tra Civitella Casanova e Villa Celiera. Anche secondo studiosi, l'area pedemontana orientale verso il Gran Sasso d'Italia, principalmente nell'attuale provincia di Pescara, ai piedi del Voltigno, e sulla sponda sinistra della Pescara, e nelle valli della Nora e del Tavo (Civitella Casanova, Carpineto della Nora, Catignano, Farindola, Pianella), si sarebbe sviluppata la cultura del taglio della carne di pecore, a pezzetti regolari inseriti l'uno attaccato all'altra in uno spiedino. Altre tradizioni vogliono che l'arrosticino sarebbe nato nella zona teramana nella Valle del fiume Fino. La macellazione della carne, data la ricca affluenza, sino agli anni '60, dei greggi di pecore lungo i tratturi per raggiungere le fiere di Foggia, avrebbe le sue origini nel XVIII-XIX secolo, e negli anni '50, con l'industrializzazione della Valle della Pescara, da Spoltore a Montesilvano e Pescara stessa, la cultura dell'arrosticino arrivò per mezzo dei migranti dai piccoli centri montani posti ad oriente del Gran Sasso, tra cui Villa Celiera. Proprio questa, per l'alta concentrazione di prodotti di ovini, fu da subito considerata la patria dell'arrosticino.
Il nome dialettale "rustelle" e la variante "rroste deriverebbero proprio da quest'area, termine con cui veniva, e viene ancora oggi, delineato questo particolare prodotto composto da tagli regolari di pecora e grasso inseriti in uno spiedo, carne arrostita alla brace, detta localmente "la fornacelle". Ben presto, dagli anni '60 in poi, questa cultura si è diffusa in tutto l'Abruzzo, divenendo un biglietto da visita dal punto di vista gastronomico per i turisti.

## Amministrazione
| Periodo           | Periodo        | Primo cittadino             | Partito                      | Carica  | Note |
| ----------------- | -------------- | --------------------------- | ---------------------------- | ------- | ---- |
| 12-13 giugno 2004 | 27 maggio 2007 | Vincenzo Di Luzio           |                              | Sindaco |      |
| 28 maggio 2007    | 6 maggio 2012  | Francesco Chiavaroli        | lista civica                 | sindaco |      |
| 7 maggio 2012     | 12 giugno 2022 | Oreste Francesco Di Lorenzo | lista civica Progetto futuro | sindaco |      |

## Sport

### Calcio
La principale squadra di calcio della città è l'A.S.D. Atletico Celiera, oramai non più attiva che militava nel girone A pescarese di 3ª Categoria. I colori sociali sono: il rosso e l'arancione.